# Rhein-Pfalz-Kreis

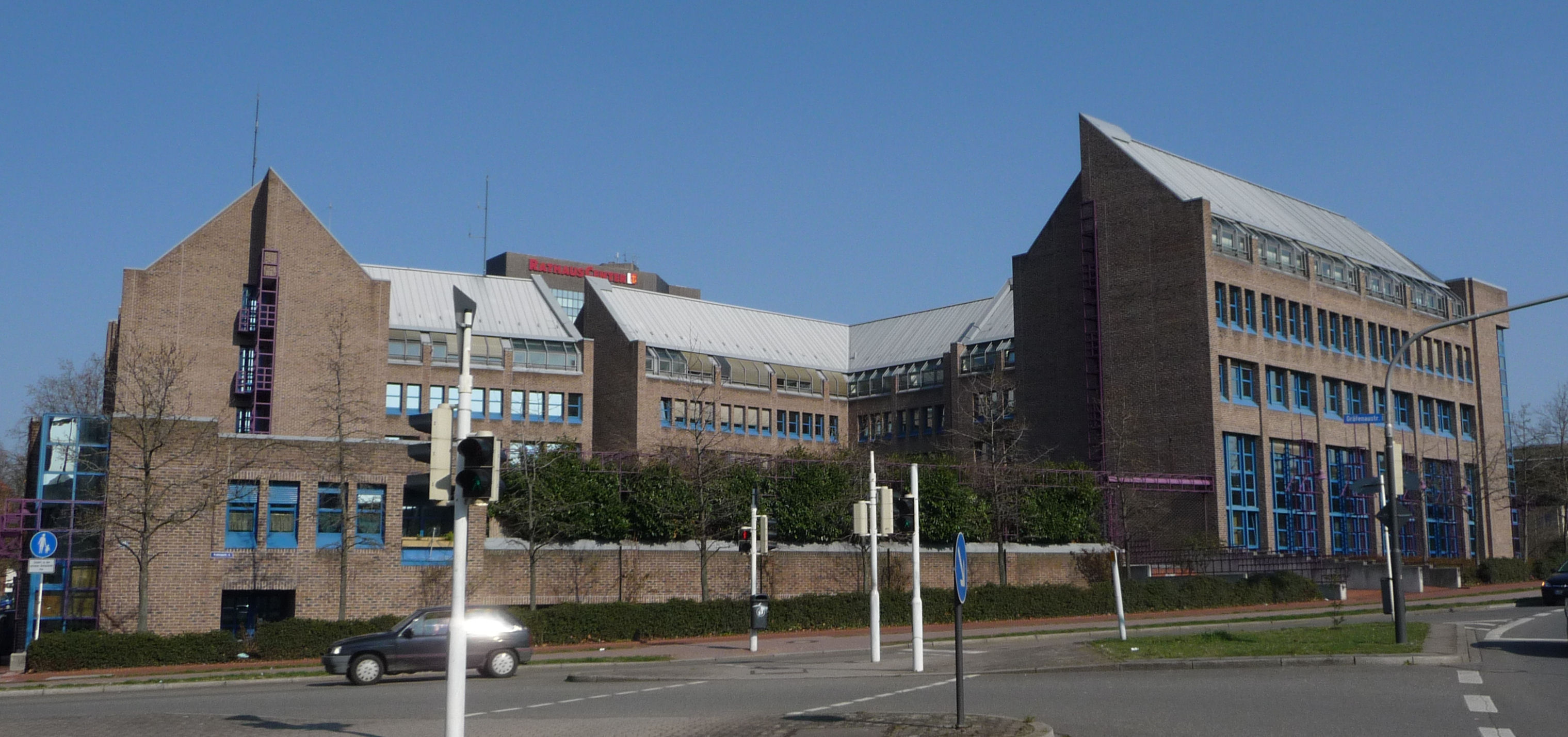
Bestuurszetel van de Kreis

Rhein-Pfalz-Kreis is een landkreis in de Duitse deelstaat Rijnland-Palts. De Landkreis telt 154.754 inwoners (31 december 2020) op een oppervlakte van 304,88 km². Tot 2003 was de naam Landkreis Ludwigshafen. Het bestuur zetelt in de stad Ludwigshafen am Rhein die als Kreisfreie Stadt geen deel uitmaakt van de Landkreis.

## Bestuurlijke indeling
De Landkreis kent in totaal 25 gemeenten, verdeeld over 9 verbandsvrije gemeenten/steden en 5 Verbandsgemeinden (bevolking per 31-12-2006).

### Verbandsvrije gemeente/stad
| - Bobenheim-Roxheim (9.990) - Böhl-Iggelheim (10.653) - Limburgerhof (10.890) | - Mutterstadt (12.453) - Schifferstadt, Stad (19.425) |

### Verbandsgemeinden
De volgende verbandsgemeinde met deelnemende gemeenten liggen in het district
 * = Bestuurscentrum van de Verbandsgemeinde
| - Dannstadt-Schauernheim * (7.122) - Hochdorf-Assenheim (3.142)     | - Rödersheim-Gronau (2.894)                                                       |
| 2. Verbandsgemeinde Lambsheim-Heßheim                               |                                                                                   |
| - Beindersheim (2.969) - Großniedesheim (1.386) - Heßheim * (3.041) | - Heuchelheim bei Frankenthal (1.246) - Kleinniedesheim (925) - Lambsheim (6.226) |
| 3. Verbandsgemeinde Maxdorf                                         |                                                                                   |
| - Birkenheide (3.217) - Fußgönheim (2.461)                          | - Maxdorf * (6.975)                                                               |
| 4. Verbandsgemeinde Römerberg-Dudenhofen                            |                                                                                   |
| - Dudenhofen * (5.804) - Hanhofen (2.416)                           | - Harthausen (3.075) - Römerberg (9.163)                                          |
| 5. Verbandsgemeinde Waldsee                                         |                                                                                   |
| - Altrip (7.818) - Neuhofen (7.250)                                 | - Otterstadt (3.331) - Waldsee * (5.315)                                          |

Altrip ·
Beindersheim ·
Birkenheide ·
Bobenheim-Roxheim ·
Böhl-Iggelheim ·
Dannstadt-Schauernheim ·
Dudenhofen ·
Fußgönheim ·
Großniedesheim ·
Hanhofen ·
Harthausen ·
Heßheim ·
Heuchelheim bei Frankenthal ·
Hochdorf-Assenheim ·
Kleinniedesheim ·
Lambsheim ·
Limburgerhof ·
Maxdorf ·
Mutterstadt ·
Neuhofen ·
Otterstadt ·
Rödersheim-Gronau ·
Römerberg ·
Schifferstadt ·
Waldsee